# Івановці (Кюстендильська область)
Іва́новці (болг. Ивановци) — село в Кюстендильській області Болгарії. Входить до складу общини Кюстендил.

## Населення
За даними перепису населення 2011 року у селі проживали 2 особи.
Розподіл населення за віком у 2011 році:
Динаміка населення: